# Oued Zitoun
Oued Zitoun est une commune de la wilaya d'El Tarf en Algérie.